# História do sistema bancário
A história do sistema bancário, história bancária, ou simplesmente história dos bancos, começou por volta de 2000 a.C. na Assíria, Índia e Suméria com mercadores globais que davam empréstimos de grãos a fazendeiros e comerciantes que transportavam mercadorias entre cidades. Mais tarde, na Grécia Antiga e durante o Império Romano, credores estabelecidos em templos davam empréstimos, enquanto aceitavam depósitos e realizavam a troca de dinheiro. A arqueologia desse período na China e Índia antigas também mostra evidências de empréstimos de dinheiro.
Muitos estudiosos traçam as raízes históricas do sistema bancário moderno na Itália medieval e renascentista, particularmente nas cidades ricas de Florença, Veneza e Gênova. As famílias Bardi e Peruzzi dominaram o sistema bancário na Florença do século XIV, estabelecendo filiais em muitas outras partes da Europa. O banco italiano mais famoso foi o Banco Médici, fundado por João de Bicci de Médici em 1397. O banco mais antigo ainda em existência é o Banca Monte dei Paschi di Siena, com sede em Siena, Itália, que opera continuamente desde 1472. Até o final de 2002, o banco mais antigo ainda em operação era o Banco di Napoli, com sede em Nápoles, que operava desde 1463.
O desenvolvimento do sistema bancário se espalhou do norte da Itália por todo o Sacro Império Romano, e nos séculos XV e XVI para o norte da Europa. Isso foi seguido por uma série de inovações importantes que ocorreram em Amsterdã durante a República dos Países Baixos no século XVII, e em Londres desde o século XVIII. Durante o século XX, os desenvolvimentos em telecomunicações e computação causaram grandes mudanças nas operações dos bancos e permitiram que os bancos aumentassem drasticamente em tamanho e distribuição geográfica. A crise financeira de 2007–2008 causou muitas falências bancárias, incluindo alguns dos maiores bancos do mundo, e provocou muito debate sobre a regulamentação bancária.

## Antecedentes
A mudança da dependência da caça e coleta de alimentos para práticas agrícolas, iniciada em algum momento depois de 12 mil a.C., resultou em maior estabilidade das relações econômicas. Tais mudanças começaram há aproximadamente 10 mil anos no Crescente Fértil, há cerca de 9.500 anos no norte da China, há cerca de 5.500 anos no México e há aproximadamente 4.500 anos nas partes orientais dos Estados Unidos.

### Monetário
Grãos e gado para alimentação compunham as antigas formas de dinheiro, e foram usados por volta de 9000 a.C. como duas das primeiras mercadorias para fins de escambo.
As obsidianas estavam sendo distribuídas na Anatólia como matéria-prima para ferramentas da Idade da Pedra desde cerca de 12.500 a.C., e o comércio organizado dela ocorreu durante o nono milênio a.C. A Sardenha era um dos quatro principais locais de obtenção de depósitos de obsidiana no Mediterrâneo; esse tipo de comércio foi substituído durante o terceiro milênio a.C. pelo comércio de cobre e prata.

### Registros

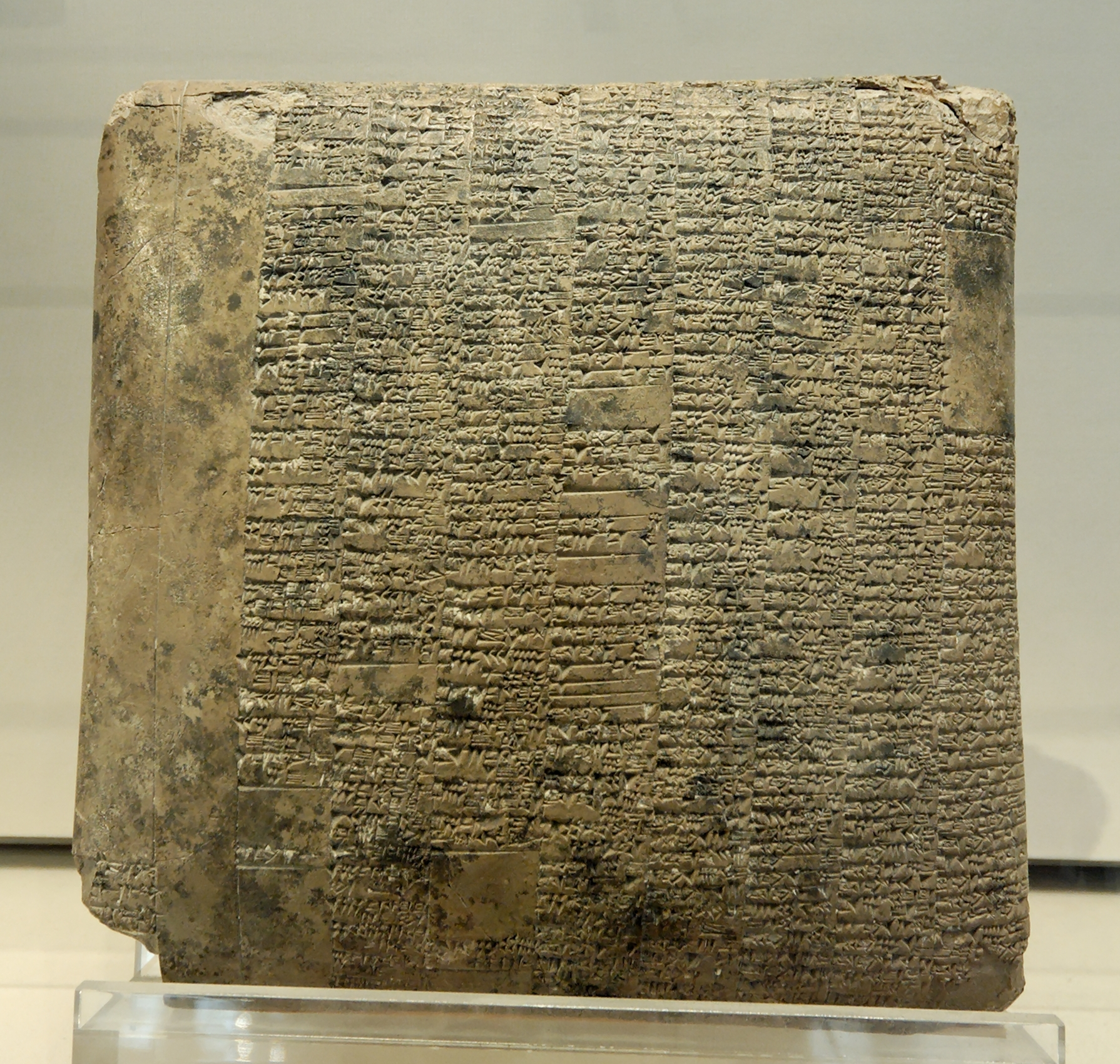
Relato detalhado de matérias-primas e dias de trabalho para uma oficina de cestaria. Argila, c. 2040 a.C. (Ur III)

Objetos usados para manutenção de registros, as bullae ou tokens (fichas de argila) foram recuperados em escavações no Antigo Oriente Próximo, datados de um período que começou em 8000 a.C. e terminou em 1500 a.C., como registros da contabilidade de produtos agrícolas. A partir do final do quarto milênio, símbolos mnemônicos passaram a ser usados por membros dos templos e palácios para registrar estoques de produtos. Por volta de 3200 a.C começaram a ser feitos tipos de registros contábeis para trocas comerciais de pagamentos. O Código de Hamurabi, escrito em uma tábua de argila por volta de 1700 a.C., descreve a regulamentação da atividade bancária nessa civilização; embora ainda rudimentar, o sistema bancário estava suficientemente desenvolvido para justificar leis que governavam as operações bancárias. Mais tarde, durante o Império Aquemênida (depois de 646 a.C.), mais evidências são encontradas de práticas bancárias na região da Mesopotâmia.

### Estrutura
Por volta do quinto milênio a.C. foram desenvolvidos na Suméria assentamentos em torno de um templo central, como em Eridu. Nesse período, as pessoas começaram a construir e viver em cidades, fornecendo uma estrutura para a construção de instituições e estabelecimentos. Tell Brak e Uruque foram os dois primeiros assentamentos urbanos.

## Primeiras formas de banco

### Ásia

#### Mesopotâmia e Pérsia
Acredita-se que a atividade bancária (ou quase bancária) tenha começado como atividade arcaica por volta do final do quarto milênio a.C. até o terceiro milênio a.C. Antes do reinado de Sargão da Acádia (2335–2280 aC), a ocorrência de comércio era restrita aos limites internos de cada cidade-estado da Babilônia e ao templo localizado no centro da atividade econômica; na época, o comércio para cidadãos externos à cidade era proibido.

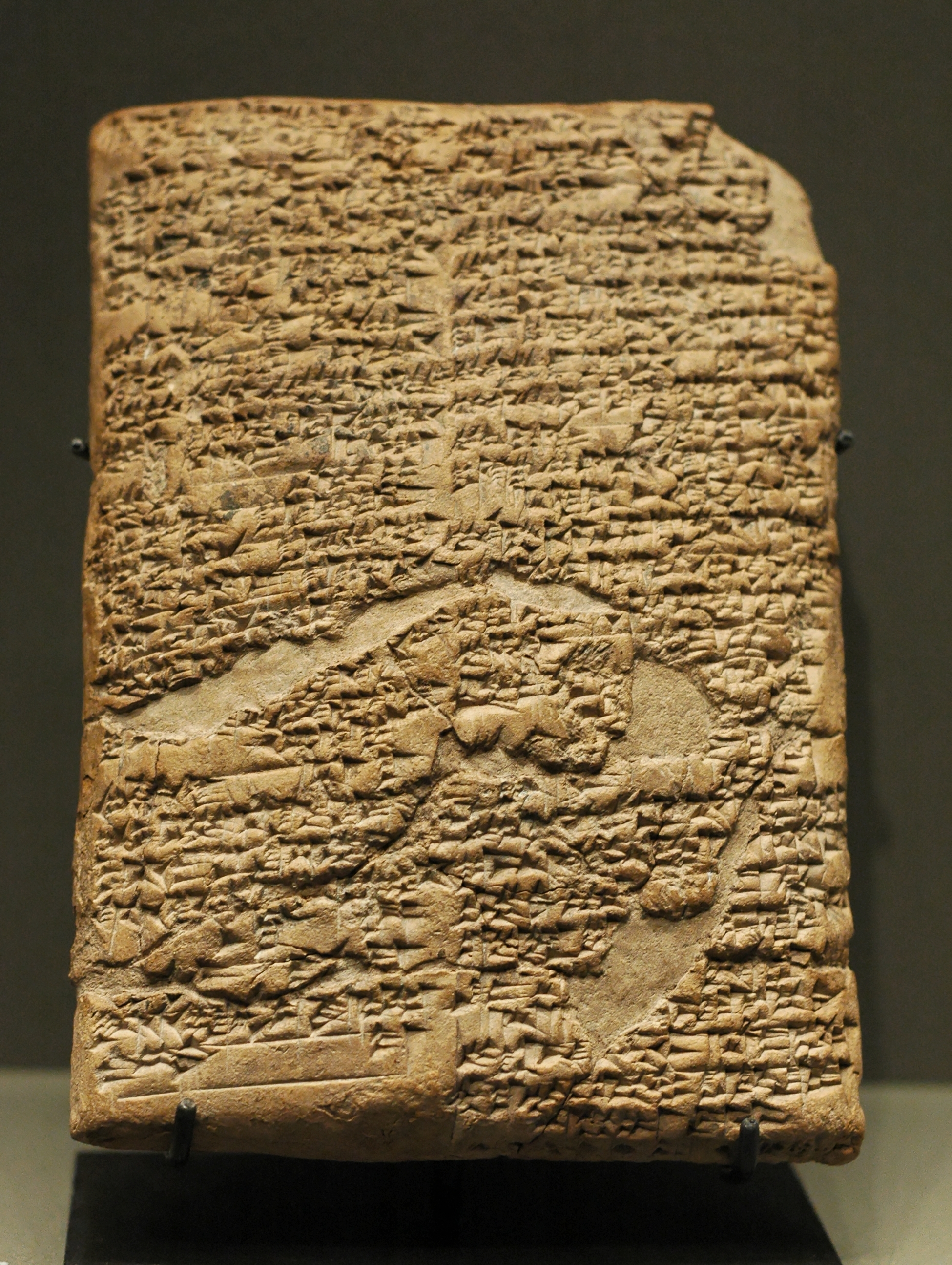
Entre muitas outras coisas, o Código de Hamurabi registrou empréstimos com juros

Na Babilônia de 2000 a.C., as pessoas que depositavam ouro eram obrigadas a pagar quantias de até um sexagésimo do total depositado. Sabe-se que tanto os palácios quanto os templos forneciam empréstimos e emissões a partir da riqueza que possuíam — os palácios, em menor grau. Tais empréstimos tipicamente envolviam a emissão de grãos-sementes, com reembolso da colheita. Esses acordos sociais básicos eram documentados em tábuas de argila, com um acordo sobre o acúmulo de juros. O hábito de depositar e armazenar riquezas em templos continuou pelo menos até 209 a.C., como evidenciado pelo saque ou pilhagem do ouro e prata do templo de Aine em Ecbátana, na Média, por Antíoco III.
Mais informações vêm do código encomendado por Hamurabi, rei da Babilônia, c. 1792–1750 aC. A Lei 100 estipulava que o pagamento de um empréstimo por um devedor a um credor deveria ser feito de acordo com um cronograma com uma data de vencimento especificada em termos contratuais escritos. A Lei 122 estipulava que um depositante de ouro, prata ou outra propriedade deveria apresentar todos os artigos e um contrato de fiança assinado a um notário antes de depositar os artigos com um banqueiro, e a Lei 123 estipulava que um banqueiro era exonerado de qualquer responsabilidade de um contrato de fiança se o notário negasse a existência do contrato. A Lei 124 estipulava que um depositante com um contrato de fiança autenticado em cartório tinha o direito de resgatar a totalidade de seu depósito, e a Lei 125 estipulava que o banqueiro era responsável pela reposição dos depósitos roubados enquanto estivessem em sua posse.
Registros cuneiformes da casa de Egibi da Babilônia descrevem a ocorrencia de atividades financeiras dessa família em algum momento depois de 1000 a.C., terminado em algum momento durante o reinado de Dario I. Esses registros sugerem uma "casa de empréstimo", uma família envolvida em "atividades bancárias profissionais..." e atividades econômicas semelhantes aos bancos de depósito modernos. Outra interpretação é que as atividades da família são melhor descritas como empreendedorismo em vez de atividades bancárias. A família Murashu aparentemente participou do fornecimento de crédito.

#### Anatólia
A partir do quarto milênio, os antigos assentamentos agrícolas na Anatólia iniciaram atividades administrativas.
O templo de Ártemis em Éfeso era o maior depósito da Ásia. Um tesouro de potes datado de 600 a.C. foi encontrado em escavações pelo Museu Britânico em 1904. Durante o tempo da cessação da Primeira Guerra Mitridática, toda a dívida mantida na época foi anulada pelo conselho. É registrado que Marco Antônio teria roubado os depósitos em algumas ocasiões. O templo serviu como depósito para Aristóteles, César, Dião Crisóstomo, Plauto, Plutarco, Estrabão e Xenofonte.
O templo de Apolo em Dídimos foi construído em algum momento do século VI. Uma grande soma de ouro foi depositada no tesouro na época pelo rei Creso.

#### Índia
Na Índia antiga, há evidências de empréstimos durante o período védico (começando em 1750 a.C.). Posteriormente, durante a dinastia Máuria (321–185 a.C.), um instrumento chamado ādeśa foi usado para emitir ordem a um banqueiro para que ele pagasse o dinheiro da nota a uma terceira pessoa, o que corresponde à definição de uma letra de câmbio como a entendemos hoje. Durante o período budista, houve uso considerável desses instrumentos. Comerciantes em grandes cidades davam cartas de crédito uns aos outros.

#### China
Na China antiga, a moeda local se desenvolveu a partir da dinastia Chin (221–206 a.C.) com a criação de moedas padronizadas que permitiram um comércio mais fácil pelo país e levaram ao desenvolvimento de cartas de crédito. Essas cartas eram emitidas por comerciantes que agiam de maneiras que hoje entenderíamos como bancos.

### Antigo Egito
De acordo com John Muir, havia dois tipos de bancos operando no Egito, o real e privado. Os documentos feitos para mostrar o depósito de impostos eram conhecidos como registros peptoken.

### Grécia
Após as Guerras Médicas, as cidades-estados gregas produziram um governo e uma cultura suficientemente organizados para o nascimento de uma cidadania privada e, portanto, uma sociedade capitalista embrionária, permitindo a separação da riqueza da propriedade exclusiva do Estado para a possibilidade de propriedade pelo indivíduo.
Segundo um estudo de Muhammad Dandamayev e Vladimir Lukonin, os trapezites (em grego clássico: τραπεζίται) foram os primeiros durante o século V a.C. a negociar usando dinheiro ao contrário do comércio anterior, que ocorria usando formas pré-dinheiro. De acordo com o economista da escola austríaca Jesús Huerta de Soto, Trapezitica é a primeira fonte de documentação bancária. Os discursos de Demóstenes contêm numerosas referências à emissão de crédito. Xenofonte é creditado como o primeiro a sugerir a criação de uma organização conhecida na definição moderna como um banco de ações em Sobre as rendas, escrito por volta de 353 a.C.

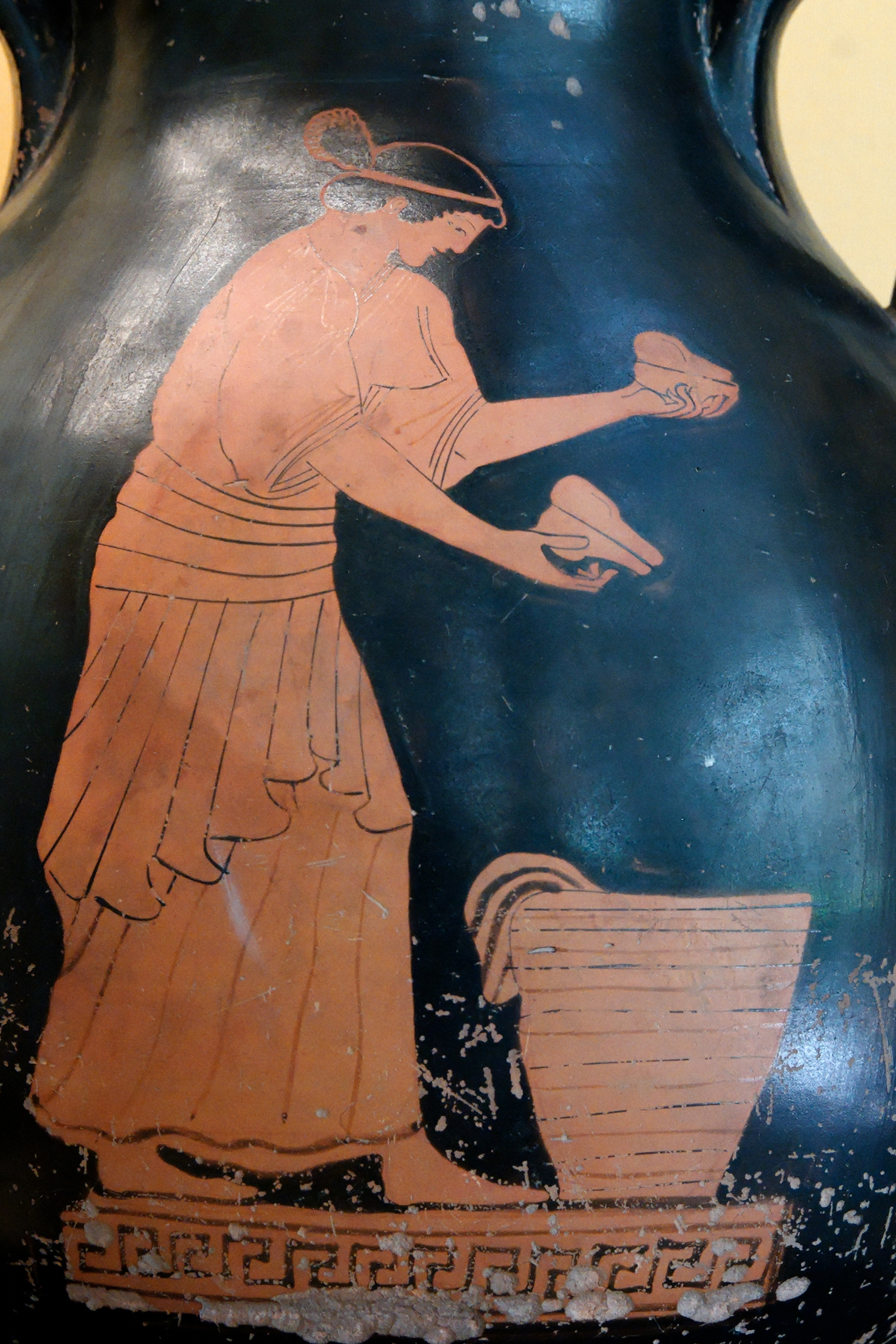
Uma vendedora oferecendo frutas e doces em uma grande cesta. Lado A de uma pélica ática de figuras vermelhas. Museu Arqueológico Nacional de Madri, entre 480 e 470 a.C.

As primeiras formas de armazenamento utilizadas foram caixas de dinheiro (ou "tesouro", ΘΗΣΑΥΡΌΣ) rudimentares que tinham formato semelhante ao de uma colmeia e foram encontrados, por exemplo, nos túmulos micênicos entre 1550–1500 a.C. Entidades privadas e civis dentro da sociedade grega antiga, especialmente os templos gregos, realizavam transações financeiras. Os templos eram os locais onde os tesouros eram depositados para proteção. Os três templos considerados mais importantes eram o templo de Ártemis em Éfeso, o templo de Hera em Samos e, em Delfos, o templo de Apolo. Esses templos consistiam em depósitos, casas de câmbio, validação de moedas e empréstimos. O primeiro tesouro do templo de Apolo foi construído antes do final do século VII a.C. Um tesouro foi construído para o templo da cidade de Sifnos durante o século VI. Antes da destruição pelos persas durante a invasão de 480, o templo da Acrópole ateniense dedicado a Atena armazenava dinheiro; Péricles reconstruiu posteriormente um depósito contido dentro do Partenon. Durante o reinado dos Ptolomeus, os depósitos estatais substituíram os templos como local de depósitos de segurança. Existem registros que comprovam que isso ocorreu no final do reinado de Ptolomeu I (305–284). À medida que a necessidade de novos edifícios para abrigar as operações aumentava, a construção desses locais dentro das cidades começou ao redor dos pátios das ágoras (mercados).
Atenas recebeu o tesouro da Liga de Delos em 454. Durante o final do século III e II a.C., a ilha egeia de Delos tornou-se um importante centro bancário. No século II, havia, com certeza, três bancos e um depósito de templo na cidade. Trinta e cinco cidades helenísticas tinham bancos privados durante o século II. Dos assentamentos do mundo greco-romano do século I d.C., três eram de grande riqueza e centros bancários: Atenas, Corinto e Patras.
Muitos empréstimos estão registados em escritos da era clássica, embora uma proporção muito pequena tenha sido concedida por bancos. A provisão destes era provavelmente uma ocorrência em Atenas, com empréstimos que se sabe terem sido concedidos em algum momento a uma taxa de juro anual de 12%. Dentro dos limites de Atenas, há registros de empréstimos bancários concedidos em onze ocasiões no total (Bogaert 1968). Às vezes, os bancos disponibilizavam empréstimos de forma confidencial, ou seja, forneciam fundos sem que isso fosse público e abertamente conhecido. Além disso, mantinham os nomes dos depositantes em sigilo. Essa intermediação em si era conhecida como dia tes trapazēs, traduzido do latim como "Deus te aprisionará".

### Roma

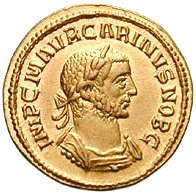
Moeda de ouro do imperador Carino cunhada pela casa da moeda do Império Romano

As atividades bancárias romanas eram uma presença crucial dentro dos templos. Por exemplo, a cunhagem de moedas ocorria dentro de edifícios religiosos como o templo de Juno Moneta, embora durante a época do Império os depósitos públicos gradualmente deixaram de ser mantidos nos templos e, em vez disso, foram mantidos em depósitos privados. Ainda assim, o Império Romano herdou as práticas mercantis da Grécia.
Durante 352 a.C., um banco público rudimentar (conhecido como dēmosía trápeza) foi formado, com a aprovação de uma diretiva consular para formar uma comissão de mensarii para lidar com dívidas nas classes baixas empobrecidas. Uma fonte mostra práticas bancárias em 325 a.C. quando os plebeus, por estarem endividados, eram obrigados a pedir dinheiro emprestado, então os recém-nomeados quinqueviri mensarii foram comissionados para fornecer serviços àqueles que tinham segurança para fornecer, em troca de dinheiro do tesouro público. Outra fonte afirma que as lojas bancárias da Roma Antiga foram abertas pela primeira vez em fóruns públicos durante o período de 318 a 310 a.C.
No início da Roma Antiga, os banqueiros depositários eram conhecidos como argentarii e, mais tarde (a partir do século II d.C.) como nummularii ou mensarii. As casas bancárias eram conhecidas como Taberae Argentarioe e Mensoe Numularioe. Eles montavam suas barracas no meio de pátios fechados chamados macella em uma mesa longa chamado bancu,[carece de fontes?] de onde deriva palavra banco. Como cambista, o comerciante do bancu não investia dinheiro, mas apenas convertia a moeda estrangeira na única moeda com curso legal em Roma, a da Casa da Moeda Imperial.
As operações bancárias na sociedade romana eram conhecidas como officium argentarii.  Estatutos (125/126 d.C.) do Império descritos como "carta de César a Quietus" mostram que o dinheiro do aluguel deveria ser coletado de pessoas que usassem terras pertencentes a um templo e entregue ao tesoureiro do templo, conforme decretado por Mettius Modestus, governador da Lícia e da Panfília. Uma lei, receptum argentarii, obrigava um banco a pagar as dívidas de seus clientes sob garantia.
Dião Cássio defendeu a criação de um banco estatal, financiado pela venda de todas as propriedades que o estado possuía na época.
No século IV, existiam monopólios em Bizâncio e na cidade de Ólbia, na Sardenha.
O império romano formalizou em algum momento o aspecto administrativo do sistema bancário e instituiu maior regulamentação de instituições e práticas financeiras. Cobrar juros sobre empréstimos e pagar juros sobre depósitos tornaram-se atividades mais desenvolvidos e competitivos. O desenvolvimento dos bancos romanos foi limitado, no entanto, pela preferência dos indivíduos por transações em dinheiro. Durante o domínio do imperador Galiano (260–268 d.C.), houve um colapso temporário do sistema bancário romano depois que os bancos rejeitaram os flocos de cobre produzidos por suas casas da moeda. Com a ascensão do cristianismo, o sistema bancário ficou sujeito a restrições adicionais, pois a cobrança de juros era vista como imoral. Com a diminuição da atividade econômica após a queda de Roma e as invasões islâmicas, o sistema bancário provavelmente acabou temporariamente na Europa e não foi reativado até que o comércio no Mediterrâneo recomeçou no século XII.

## Restrições religiosas sobre juros
A maioria dos primeiros sistemas religiosos do Antigo Oriente Próximo, e os códigos seculares deles decorrentes, não proibiam a usura. Essas sociedades consideravam a matéria inanimada viva, como plantas, animais e pessoas, e capaz de se reproduzir. Portanto, se alguém emprestasse "dinheiro para comida" ou fichas monetárias de qualquer tipo, era legítimo cobrar juros. O dinheiro para alimentos na forma de azeitonas, tâmaras, sementes ou animais era emprestado já por volta de 5000 a.C., se não antes. Entre os mesopotâmicos, hititas, fenícios e egípcios, os juros eram legais e frequentemente fixados pelo estado.

### Judaísmo
A Torá e seções posteriores da Bíblia Hebraica criticam a tomada de juros, mas as interpretações da proibição bíblica variam. Um entendimento comum é que os judeus são proibidos de cobrar juros sobre empréstimos feitos a outros judeus, mas obrigados a cobrar juros sobre transações com não judeus. No entanto, a própria Bíblia Hebraica dá vários exemplos em que essa disposição foi evadida.

Não exigirás de teu irmão juros, nem de dinheiro, nem de comida, nem de coisa alguma por que se exigem juros. (Deuteronômio 23:19) De um estrangeiro poderás exigir juros; porém de teu irmão não os exigirás, para que Jeová teu Deus te abençoe em todas as coisas em que puseres a mão, na terra em que tu estás entrando para a possuíres. (Deuteronômio 23:20)

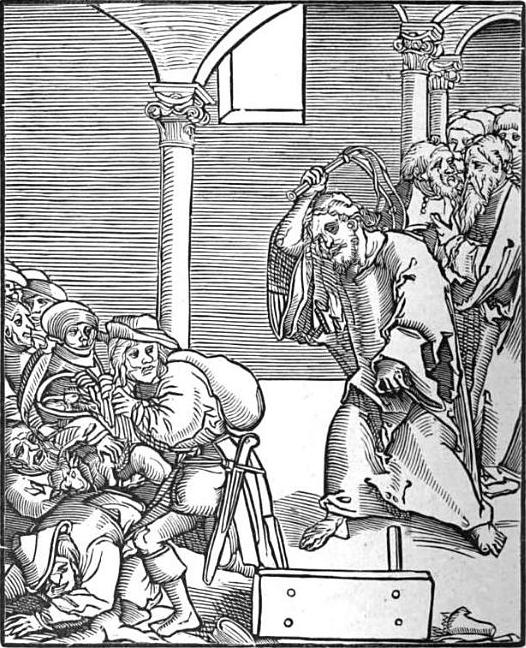
Cristo expulsa os usurários do Templo, uma xilogravura de Lucas Cranach, o Velho, no Passionário de Cristo e do Anticristo

Em geral, era visto como vantajoso evitar dívidas, evitar ficar preso a outra pessoa. Dívidas deveriam ser evitadas e não usadas para financiar consumo, exceto quando necessário. No entanto, leis contra usura estavam entre muitas que os profetas condenaram o povo por quebrar.
A interpretação de que juros poderiam ser cobrados de não israelitas seria usada no século XIV para judeus que viviam em sociedades cristãs na Europa para justificar empréstimos de dinheiro para lucro. Isso convenientemente contornou as regras contra a usura tanto no judaísmo quanto no cristianismo, pois os cristãos não estavam envolvidos nos empréstimos, mas ainda eram livres para tomá-los.[carece de fontes?]

### Cristianismo
Originalmente, a cobrança de juros, conhecida como usura, era proibida pelas igrejas cristãs. Isso incluía cobrar uma taxa pelo uso do dinheiro, como em uma casa de câmbio. No entanto, com o tempo, a cobrança de juros se tornou aceitável devido à natureza mutável do dinheiro, e o termo "usura" passou a ser usado para cobrar juros acima da taxa permitida por lei.[carece de fontes?] A noção de "finanças cristãs" se refere às atividades bancárias e financeiras que surgiram há vários séculos. Apesar da proibição da usura e da desconfiança da Igreja em relação às atividades de troca (em oposição às atividades de produção), uma série de operações de natureza bancária ou financeira são evidenciadas pelas atividades da Ordem dos Templários (século XII), dos Montes Pios (surgidos em 1462) e da Câmara Apostólica ligada diretamente ao Vaticano (empréstimos de dinheiro, garantias, emissão de títulos, investimentos, etc.)
A ascensão do protestantismo no século XVI enfraqueceu a influência de Roma, e seus ditames contra a usura tornaram-se irrelevantes em algumas áreas, liberando o desenvolvimento do sistema bancário no norte da Europa. No final do século XVIII, famílias de comerciantes protestantes começaram a se dedicar cada vez mais ao setor bancário, especialmente em países comerciais como o Reino Unido (Barings), Alemanha (Schroders, Berenbergs) e Países Baixos (Hope & Co., Gülcher & Mulder). Ao mesmo tempo, novos tipos de atividades financeiras ampliaram o escopo do sistema bancário muito além de suas origens. Uma escola de pensamento atribui ao calvinismo o cenário para o desenvolvimento posterior do capitalismo no norte da Europa. Nessa visão, elementos do calvinismo representavam uma revolta contra a condenação medieval da usura e, implicitamente, do lucro em geral. Tal conexão foi avançada em obras influentes de R. H. Tawney (1880–1962) e de Max Weber (1864–1920). Segundo Weber, a ética protestante do trabalho foi uma força por trás de uma ação de massa não planejada e descoordenada que influenciou o desenvolvimento do capitalismo.
Rodney Stark propõe a teoria de que a racionalidade cristã é o principal motor por trás do sucesso do capitalismo e da ascensão do Ocidente.

### Islamismo
O Alcorão proíbe estritamente emprestar dinheiro com juros. "Ó fiéis, temei a Deus e abandonai o que ainda vos resta da usura, se sois crentes! Mas, se tal acatardes, esperai a hostilidade de Deus e do Seu Mensageiro; porém, se vos arrependerdes, reavereisapenas o vosso capital. Não defraudeis e não sereis defraudados."(2:278-279) "Ó fiéis, não exerçais a usura, multiplicando (o emprestado) e temei a Deus para que prospereis", (3:130) "no entanto, Deus consente o comércio e veda a usura" (2:275).
O Alcorão afirma que cobrar juros e ganhar dinheiro por meios antiéticos era proibido para muçulmanos e também em outras comunidades em tempos antigos: "E pela iniquidade dos judeus, ao tentarem desviar os demais da senda de Deus, vedamos-lhes algumas coisas, boas, que lhes eram lícitas. E por praticarem a usura, sendo que isso lhes estava proibido, e por usurparem os bens alheios com falsas pretensões. E preparamos para os incrédulos, dentre eles, um doloroso castigo." (Alcorão – 4:160–161)
A riba é proibida na jurisprudência (fiqh) econômica islâmica. Juristas islâmicos discutem dois tipos de riba: o aumento de capital sem a prestação de serviços, proibido pelo Alcorão, e a troca de mercadorias em quantidades desiguais, proibida pela Suna. A negociação de notas promissórias (por exemplo, moeda fiduciária e derivativos) é proibida.[carece de fontes?]
Apesar da proibição da cobrança de juros, durante o século XX, ocorreram diversos desenvolvimentos que levariam a um modelo bancário islâmico, no qual não há cobrança de juros, mas os bancos ainda operam com fins lucrativos. Isso foi feito por meio da cobrança de empréstimos de maneiras alternativas, como taxas, e do uso de diferentes métodos de compartilhamento de riscos e modelos de propriedade, como o arrendamento.

### Nota de rodapé
1. ↑  A palavra "banco" reflete as origens dos serviços bancários nos templos. De acordo com a famosa passagem do Novo Testamento, quando Jesus expulsou os cambistas do templo em Jerusalém, ele derrubou suas mesas (Mateus 21:12). Na Grécia, os banqueiros eram conhecidos como trapezitai, um nome derivado das mesas onde se sentavam.

### Citações
1. ↑  Hoggson, N. F. (1926) Banking Through the Ages, Nova Iorque, Dodd, Mead & Company.
2. ↑  Goldthwaite, R. A. Banks, Places and Entrepreneurs in Renaissance Florence, (1995)
3. ↑  Boland, Vincent (12 de junho de 2009). «Modern dilemma for world's oldest bank». Financial Times (em inglês). Consultado em 24 de outubro de 2024
4. ↑  Veja:
  - Marks, Robert (2006). The Origins of the Modern World: Fate and Fortune in the Rise of the West. [S.l.]: Rowman & Littlefield. ISBN 978-0742554184
  - Cameron, Rondo E. (1993). A Concise Economic History of the World: From Paleolithic Times to the Present. [S.l.]: Oxford University Press. ISBN 9780195074451
  - Hodder, Ian, ed. (2010). Religion in the Emergence of Civilization: Çatalhöyük as a Case Study. Nova Iorque: Cambridge University Press. ISBN 978-0-521-19260-6
5. ↑  Gourgaud, A., Cauvin, M. C., Gratuze, B., Arnaud, N., Poupeau, G., Poidevin, J. L., & Chataigner, C. (1998). L’Obsidienne au Proche Et Moyen Orient: Du Volcan à l’Outil. British Archaeological Reports, Oxford, pp. 325-350.
6. ↑  Liverani, Mario (2013). The Ancient Near East: History, Society and Economy. Abingdon-on-Thames: Routledge. p. 76. ISBN 978-1134750849
7. 1 2  Nissen, H J; Damerow, P; Englund, R K (1993). Archaic bookkeeping. [S.l.]: University of Chicago Press. ISBN 0226586596
8. ↑  Kuhrt, Amélie (1995). The Ancient Near East, C. 3000–330 BC, Volume 1. [S.l.]: Routledge. p. 23. ISBN 0415167639
9. ↑  MA Dandamaev – A Political History of the Achaemenid Empire BRILL, 1989. Acessado em 15 de dezembro de 2024.
10. 1 2  Liverani, M; Bahrani, Z; Van de Mieroop, M (2006). Uruk: the first city. Londres: Equinox
11. ↑  Veja:
  - Robinson, W. Andrew (2009). Writing and Script: A Very Short Introduction. [S.l.]: Oxford University Press. ISBN 978-0199567782
  - Teissier, B (1984). Ancient Near Eastern Cylinder Seals from the Marcopoli Collection. [S.l.]: University of California Press. ISBN 0520049276
  - Williams, H (2010). Building Type Basics for Banks and Financial Institutions. [S.l.]: John Wiley & Sons. ISBN 978-0470278628
  - Schmandt-Besserat, Denise (1992). Before Writing, Vol. I: From Counting to Cuneiform. [S.l.]: University of Texas Press. ISBN 0-292-72073-4
12. 1 2  Moorey, P R S (1999). Ancient Mesopotamia: Materials and Industries The Archaeological Evidence. [S.l.]: Eisenbrauns. ISBN 1575060426
13. ↑  Veja:
  - Watson, Peter (2012). The Great Divide: History and Human Nature in the Old World and the New. [S.l.]: Hachette UK. p. 12-30. ISBN 978-0-29785857-7
  - Fagan, Brian M. (2002). World prehistory: a brief introduction. [S.l.]: Prentice Hall
  - Oates, Joan; McMahon, Augusta; Karsgaard, Philip; Al Quntar, Salam; Ur, Jason (2007). «Early Mesopotamian urbanism: a new view from the north». Antiquity. 81 (313): 585–600. doi:10.1017/S0003598X00095600
14. ↑  Chahin, M. (2001). The Kingdom of Armenia: A History 2 ed. Surrey, RU: Routledge. p. 134. ISBN 0700714529
15. ↑  Stevens, Marty E. (2006). Temples, Tithes, and Taxes: The Temple and the Economic Life of Ancient Israel. Grand Rapids, MI: Baker Academic. p. 136. ISBN 0801047773
16. ↑  N Luhmann – Risk: A Sociological Theory Transaction Publishers, 2005 ISBN 0202307646 (p. 181)
17. ↑  Davies, R; Davies, G (1996). A History of Money from Ancient Times to the Present Day. Cardiff: University of Wales Press
18. ↑  naissance de la banque universalis.fr Accessed 15 September 2018
19. ↑  Chahin, M. (1996). Before the Greeks. Cambridge: James Clarke & Co. p. 26. ISBN 0718829506
20. ↑  Beaudreau, Bernard C. (2004). World Trade: A Network Approach. Lincoln, NE: iUniverse. p. 22. ISBN 0595778445
21. ↑  Referências secundárias: 1; 2; 3; 4
22. ↑  Bromiley, Geoffrey William (1995). «BANK; BANKING». International Standard Bible Encyclopedia. 1. Wm. B. Eerdmans Publishing. 408 páginas
23. ↑  Veja:
  - Aperghis, G. G. (2004). The Seleukid Royal Economy: The Finances And Financial Administration Of The Seleukid Empire. [S.l.]: Cambridge University Press. p. 239. ISBN 0521837073
  - Holm, Adolf (1898). The History of Greece from Its Commencement to the Close of the Independence of the Greek Nation. 4. Traduzido por Frederick Clarke. Londres: Macmillan & Co. p. 324. ISBN 1440041237
  - Anthon, Charles (1855). A Classical Dictionary: Containing an Account of the Principal Proper Names Mentioned in Ancient Authors and Intended to Elucidate All the Important Points Connected with Geography, History, Biography, Mythology, and Fine Arts of the Greeks and Romans 4 ed. [S.l.]: Harper & Brothers. p. 460
  - Smith, William (1857). Dictionary of Greek and Roman geography. 2. [S.l.]: Walton & Maberly. p. 301
24. ↑  Hamurabi (1903). Traduzido por Sommer, Otto. «Code of Hammurabi, King of Babylon». Washington, D.C.: Records of the Past Exploration Society. Records of the Past (em inglês). 2 (3): 75
25. ↑  Hamurabi (1904). «Code of Hammurabi, King of Babylon» (PDF) (em inglês). Traduzido por Harper, Robert Francis 2 ed. Chicago: University of Chicago Press. p. 35. Consultado em 17 de fevereiro de 2025
26. 1 2  Hamurabi (1910). «Code of Hammurabi, King of Babylon» (em inglês). Traduzido por King, Leonard William. New Haven, CT: Yale Law School. Consultado em 17 de fevereiro de 2025
27. ↑  Hamurabi (1903). Traduzido por Sommer, Otto. «Code of Hammurabi, King of Babylon». Washington, D.C.: Records of the Past Exploration Society. Records of the Past (em inglês). 2 (3): 77
28. ↑  Hamurabi (1904). «Code of Hammurabi, King of Babylon» (PDF) (em inglês). Traduzido por Harper, Robert Francis 2 ed. Chicago: University of Chicago Press. p. 43. Consultado em 17 de fevereiro de 2025
29. ↑  Nielsen, John P. (2011). Sons and Descendants: A Social History of Kin Groups and Family Names in the Early Neo-Babylonian Period. Leiden: Brill. p. 34. ISBN 978-90-04-18963-8
30. ↑  OJ Thatcher – The Library of Original Sources: Volume I (The Ancient World) The Minerva Group, Inc., 30 June 2004 ISBN 141021401X translated by – TG Pinches Retrieved 10 July 2012
31. ↑  RN Frye – Handbuch der Altertumswissenschaft, Part 3, Volume 7 C.H.Beck, 1984 Retrieved 10 July 2012 ISBN 3406093973
32. ↑  R Rollinger, C Ulf, K Schnegg – Commerce and Monetary Systems in the Ancient World: Means of Transmission and Cultural Interaction : Proceedings of the Fifth Annual Symposium of the Assyrian and Babylonian Intellectual Heritage Project, Held in Innsbruck, Austria, 3–8 October 2002 M Silver – Modern Ancients Franz Steiner Verlag, 2004 Retrieved 10 July 2012 ISBN 3515083790
33. ↑  MA Dandamaev, VG Lukonin, PL Kohl – The Culture And Social Institutions Of Ancient Iran Cambridge University Press, 11 November 2004 Retrieved 10 July 2012 ISBN 0521611911
34. ↑  Gwendolyn Leick (ed.) – The Babylonian world C Wunsch – The Egibi Family Routledge 2007 Retrieved 10 July 2012 ISBN 1134261284
35. ↑  Veja:
  - Davisson, WI; Harper, JE (1972). European Economic History. [S.l.]: Appleton-Century-Crofts. p. 156, 147
  - Nemet-Nejat, Karen Rhea (1998). Daily Life in Ancient Mesopotamia. [S.l.]: Greenwood Publishing Group. ISBN 0313294976
  - Thompson, John Arthur (1973). The Bible and Archaeology 2 ed. [S.l.]: Paternoster Press. ISBN 085364151X
  - Moshenskyi, Sergei (2008). History of the Weksel. [S.l.]: Xlibris Corporation. p. 30. ISBN 978-1-4363-0694-2
36. ↑  Veja:
  - Steadman, Sharon R.; McMahon, Gregory (2011). The Oxford Handbook of Ancient Anatolia: (10,000–323 Bce). Nova Iorque: Oxford University Press. p. 936. ISBN 0195376145
  - Sagona, A. G.; Sagona, Claudia (2004). Archaeology at the North-east Anatolian Frontier, I.: An Historical Geography and a Field Survey of the Bayburt Province. [S.l.]: Peeters Publishers. ISBN 9042913908
  - Tellier, Luc-Normand (2009). Urban World History: An Economic and Geographical Perspective. Quebec: PUQ. p. 36. ISBN 2760515885
  - «New Advent». Catholic Encyclopedia. Consultado em 18 de maio de 2025
37. ↑  The British Museum Arquivado em 5 fevereiro 2015 no Wayback Machine Acessado em 14 de fevereiro de 2025.
38. ↑  Veja:
  - Hawley, Walter Augustus (1999) [1918]. Asia Minor. [S.l.]: Adegi Graphics LLC. ISBN 9781402185458
  - secondary – The British Museum Arquivado em 4 novembro 2012 no Wayback Machine Retrieved 3 June 2012
  - Murphy-O'Connor, Jerome (2008). St. Paul's Ephesus: Texts and Archaeology. [S.l.]: Liturgical Press. ISBN 978-0814652596
  - Hooke, Nathaniel (1770). The Roman History, from the Building of Rome to the Ruin of the Commonwealth. 3 5 ed. [S.l.]: G. Hawkins, W. Strahan
  - Roberts, Keith (2011). The Origins of Business, Money, and Markets (em inglês). [S.l.]: Columbia University Press. p. 126. ISBN 978-0-231-15326-3
39. ↑  Freely, J Freely (2004). The Western Shores Of Turkey: Discovering The Aegean And Mediterranean Coasts. [S.l.]: Tauris Parke Paperbacks. ISBN 1850436185
40. ↑  The British Museum Arquivado em 18 outubro 2015 no Wayback Machine Retrieved 16 June 2012
41. ↑  Veja:
  - Gomez, Clifford (2008). Financial Markets Institutions And Financial Services. [S.l.]: PHI Learning Pvt. Ltd. ISBN 8120335376
  - Irapta, Angelina Chavez (2005). Introduction to Asia: History, Culture, and Civilization. [S.l.]: Rex Bookstore, Inc. p. 52. ISBN 978-971-23-3987-5
  - «Evolution of Payment Systems in India =Reserve Bank of India». Reserve Bank of India. Consultado em 24 de janeiro de 2025. Cópia arquivada em 1 de novembro de 2014
42. ↑  Wagel, Srinivas (2009) [1915]. Chinese currency and banking. [S.l.]: Cornell University Library
43. ↑  Muir, John (2009). Life and Letters in the Ancient Greek World. [S.l.]: Routledge. p. 80–81. ISBN 978-1134166015
44. ↑  Clarysse, Willy; Thompson, Dorothy J. (2006). Counting the People in Hellenistic Egypt: Historical Studies. 2. [S.l.]: Cambridge University Press. p. 82. ISBN 9780521838399
45. 1 2  Parker, W N (1991). Europe, America and the Wider World: Essays on the Economic History of Western Capitalism. [S.l.]: Cambridge University Press. ISBN 0521274796. Cópia arquivada em 2 de maio de 2006
46. ↑  R W Bulliet, P K Crossley, D R Headrick, S W Hirsch, L L Johnson – The Earth and Its Peoples: A Global History, Volume 1 Cengage Learning, 1 January 2010 Retrieved 8 June 2012
47. ↑  MA Dandamaev, VG Lukonin, PL Kohl – The Culture And Social Institutions Of Ancient Iran (p. 216) published by Cambridge University Press, 11 November 2004,  ISBN 0521611911. Retrieved 7 September 2012
48. ↑  de Soto, Jesús Huerta (2006). Money, Bank Credit, and Economic Cycles (em inglês). [S.l.]: Ludwig von Mises Institute. p. 41. ISBN 1610161890
49. ↑  Millett 2002, p. 5.
50. 1 2  Millett, P (2002). Lending and Borrowing in Ancient Athens. [S.l.]: Cambridge University Press. ISBN 9780521893916
51. 1 2 3  Gilbart, J W (1866). The history and principles of banking: The laws of the currency, etc. [S.l.]: G. Bell. p. 9
52. ↑  J S Watson – Xenophon's Minor Works: Comprising the Agesilaus, Hiero, Oeconomicus, Banquet, Apology of Socrates, The Treatises on the Lacedaemonian and Athenian Governments, On Revenues of Athens, On Horsemanship, On the Duties of a Cavalry Officer, and On Hunting H.G. Bohn, 1857 – Retrieved 9 June 2012
53. ↑  Parkhurst, John (1798). A Greek and English Lexicon to the New Testament 3 ed. [S.l.]: F. Davis. p. 304
54. ↑  J E Harrison – Epilegomena to the Study of Greek Religions and Themis a Study of the Social Origins of Greek Religion Kessinger Publishing, 1Jan 2003 ISBN 0766135284 Retrieved 16 June 2012
55. ↑  secondary – Varro et al –  Retrieved 16 June 2012
56. ↑  D Sacks, O Murray A Dictionary of the Ancient Greek World Oxford University Press, 6 February 1997 ISBN 0195112067 Retrieved 16 June 2012
57. ↑  secondary – The journal of the Royal Society of Antiquaries of Ireland 1894 " ...great treasury tombs probably range from this time to 1200..."
58. ↑  J E Harrison – Themis: A Study of the Social Origins of Greek Religion Cambridge University Press, 24 June 2010 ISBN 1108009492 Retrieved 16 June 2012
59. ↑  Harrill, J A (1995). The Manumission of Slaves in Early Christianity. Tubinga: Mohr Siebeck. p. 130-131. ISBN 3161469356
60. ↑  Rüpke, J (2011). A Companion to Roman Religion. [S.l.]: John Wiley & Sons. ISBN 978-1444341317
61. ↑  Gilbart 1866, p. 3.
62. 1 2  Cohen, Edward E. Athenian Economy and Society: A Banking Perspective. Princeton, NJ: Princeton University Press. ISBN 978-0-691-03609-0(and prior date)
63. ↑  W Smith, LLD, W Wayte, G. E. Marindin, ed. (1890). A Dictionary of Greek and Roman Antiquities. [S.l.]: Perseus of Tufts University
64. ↑  Talbert, R J A (1985). Atlas of Classical History. [S.l.]: Taylor & Francis. ISBN 0709924488
65. ↑  secondary-  Retrieved 15 June 2012
66. ↑  F S Kleiner, H Gardner, C J Mamiya, Gardner's Art Through the Ages: A Global History, Enhanced Cengage Learning, 1 January 2010 ISBN 1439085781 Art Through The Ages: The Western Perspective ISBN 0495004782 Retrieved 15 June 2012
67. ↑  Harrill, James Albert (1995). The Manumission of Slaves in Early Christianity. Tubinga: Mohr Siebeck. p. 136. ISBN 3161469356
68. 1 2  Temporini, Hildegard; Haase, Wolfgang (1978). Principat, Volume 8. [S.l.]: Walter de Gruyter. ISBN 3110073374
69. ↑  W. V. Harris – The Monetary Systems of the Greeks and Romans Oxford University Press, 14 February 2008 ISBN 019161517X Retrieved 9 June 2012
70. ↑  A R David Handbook to Life in Ancient Egypt Oxford University Press, 28 October 1999 ISBN 0195132157 Retrieved 9 June 2012
71. ↑  J Tyldesley – Cleopatra: Last Queen of Egypt Profile Books, 26 May 2011 ISBN 1847650449 Retrieved 9 June 2012
72. ↑  M Gagarin, E Fantham – The Oxford Encyclopedia of Ancient Greece and Rome, Volume 1 Oxford University Press, 31 December 2009 Retrieved 17 July 2012 ISBN 0195170725
73. ↑  M Robertson- A Shorter History of Greek Art Cambridge University Press, 16 July 1981 ISBN 0521280842 Retrieved 18 June 2012
74. ↑  Braithwaite, J; Drahos, P (2000). Global Business Regulation. [S.l.]: Cambridge University Press. ISBN 0521784999
75. ↑  Roberts, K (2011). The Origins of Business, Money, and Markets. [S.l.]: Columbia University Press. ISBN 978-0231153263
76. ↑  Roberts 2011, p. 130.
77. ↑  B R Braxton – The tyranny of resolution: I Corinthians 7:17–24 Society of Biblical Literature, 2000 Retrieved 14 June 2012
78. ↑  Sze-Kar Wan – Power in Weakness: Conflict and Rhetoric in Paul's Second Letter to the Corinthians Continuum International Publishing Group, 1 June 2000 ISBN 1563383152 Retrieved 14 June 2012
79. ↑  2nd –  +  +  +
80. ↑  Celebrating Common Prayer (Eastern Orthodox liturgics). [S.l.]: Cassell & The European Province of the Society of Saint Francis. 1992. ISBN 0-264-67284-4
81. ↑  DM Schaps – The Invention of Coinage and the Monetization of Ancient Greece University of Michigan Press, 2004 Retrieved 17 July 2012 ISBN 047211333X
82. ↑  Oesterreichische Nationalbank Arquivado em 11 julho 2012 no Wayback Machine Retrieved 29 May 2012
83. ↑  Hudson, M. (2012). Entrepreneurs: From the Near Eastern Takeoff to the Roman Collapse within The Invention of Enterprise: Entrepreneurship from Ancient Mesopotamia to Modern Times. Col: The Kauffman Foundation Series on Innovation and Entrepreneurship. [S.l.]: Princeton University Press. p. 16. ISBN 978-1400833580
84. ↑  Brill Online Reference Works (outubro de 2006). Trapezites. [S.l.]: Koninklijke Brill NV
85. 1 2  Andreau, Jean (1999). Banking and Business in the Roman World. [S.l.]: Cambridge University Press. ISBN 9780521389327. (pede registo (ajuda))
86. ↑  Piotr Niczyporuk  –   Mensarii, bankers acting for public and private benefit published by the Central European Journal of Social Sciences and Humanities 2011 | 24(37) | 105-115 Studies in Logic, Grammar and Rhetoric [Retrieved 30 August 2015] (please see also the same source linked in full here)
87. 1 2  Macleod, H D (1855). The theory and practice of banking, Volume 1. [S.l.]: Longmans, Green
88. ↑  Andreau 1999 p. 2.
89. ↑  «bank | Origin and meaning of bank by Online Etymology Dictionary». www.etymonline.com. Consultado em 2 de fevereiro de 2025
90. ↑  Matyszak, Philip (2007). Ancient Rome on Five Denarii a Day. Nova Iorque: Thames & Hudson. p. 144. ISBN 978-0-500-05147-4
91. ↑  Veja:
  - Benke, N. (2012). «Gender and the Roman Law of Obligations». Obligations in Roman Law: Past, Present, and Future. Col: Papers And Monographs Of The American Academy In Rome. 33. [S.l.]: University of Michigan Press. p. 226. ISBN 978-0472118434
  - Johnson, Allan Chester; Coleman-Norton, Paul Robinson; Bourne, Frank Card (2003). Ancient Roman Statutes: A Translation with Introduction, Commentary, Glossary, and Index. [S.l.]: The Lawbook Exchange, Ltd. p. 181. ISBN 978-1-58477-291-0
  - Zimmermann, Reinhard (1996). The Law of Obligations: Roman Foundations of the Civilian Tradition. [S.l.]: Oxford University Press. p. 514. ISBN 019876426X
92. ↑  Rostovtzeff, Michael Ivanovitch (1926). The Social & Economic History of the Roman Empire. [S.l.]: Biblo & Tannen Publishers. p. 542. ISBN 0819621641
93. ↑  Hasebroek, Johannes (1965). Trade and Politics in Ancient Greece. Traduzido por Fraser, L. M.; MacGregor, D. C. [S.l.]: Biblo and Tannen. p. 156. ISBN 0-8196-0150-0
94. ↑  Smith, William (1857). Dictionary of Greek and Roman geography, Volume 2. [S.l.]: Walton & Maberly. p. 472
95. ↑  Glasner, David (1989). Free Banking and Monetary Reform. [S.l.]: Cambridge University Press. p. 9, 40-41. ISBN 978-0-521-36175-0
96. ↑  Johnson cita Fritz E. Heichelcheim: An Ancient Economic History, 2 vols. (trans. Leiden 1965), i.104–566
97. ↑  Johnson, Paul: A History of the Jews (Nova Iorque: HarperCollins Publishers, 1987) ISBN 0-06-091533-1. pp. 172–173
98. ↑  As referências citadas no Passionário para esta xilogravura: I João 2:14–16, Mateus 10:8 e A Apologia da Confissão de Augsburgo, Artigo 8, Da Igreja Arquivado em 15 julho 2010 no Wayback Machine
99. ↑  Examples of debt:I Samuel 22:2, II Reis 4:1, Isaiah 50:1. Prophetic condemnation of usury: Ezekiel 22:12, Nehemiah 5:7 and 12:13. Cautions regarding debt: Prov 22:7, passim.
100. ↑  J. Le Goff, Marchands et banquiers au Moyen Âge, Puf Quadrige, 2011, p. 75
101. ↑  McKinnon, AM (2010). «Elective affinities of the Protestant ethic: Weber and the chemistry of capitalism» (PDF). Sociological Theory. 28 (1): 108–126. doi:10.1111/j.1467-9558.2009.01367.x. hdl:2164/3035
102. ↑  Stark, Rodney (2005). The Victory of Reason: How Christianity Led to Freedom, Capitalism, and Western Success. Nova Iorque: Random House. ISBN 1-4000-6228-4
103. 1 2  Saeed, Abdullah (12 de agosto de 2020). «Banking without interest: The moral foundations and practice of Islamic finance». Australian Broadcasting Corporation (em inglês). Consultado em 25 de abril de 2025